# Alice Matteucci
Alice Matteucci (Pescara, 29 settembre 1995) è una tennista italiana inattiva dal 2019.

## Carriera
Alice Matteucci ha vinto a livello juniores sei tornei di singolare e sedici di doppio nel circuito ITF. Il 22 febbraio 2016 ha raggiunto come professionista il suo best ranking di singolare piazzandosi al nr. 319 del mondo mentre il 26 ottobre 2015, ha raggiunto la posizione numero 145 nella classifica mondiale del doppio.
La Matteucci ha partecipato al torneo WTA di Palermo, nel luglio 2013, grazie ad una wild-card. In tale circostanza la giovane abruzzese ha debuttato in un main-draw di un torneo del circuito maggiore perdendo al primo turno contro la spagnola Estrella Cabeza Candela in due set.
Il 9 settembre 2013 la Matteucci ha vinto il primo torneo ITF della carriera a Santa Margherita di Pula battendo in finale la connazionale Claudia Giovine in tre set.
Il 29 gennaio 2014 è stata convocata, per la prima volta in carriera, dal capitano della Squadra italiana di Fed Cup per disputare il match del primo turno della Fed Cup 2014, contro gli Stati Uniti. Ha debuttato ufficialmente in Fed Cup nel match di doppio in coppia con Nastassja Burnett contro il duo americano formato da Lauren Davis e Madison Keys, perdendo in due set.
Nel marzo 2014 si è aggiudicata il secondo torneo ITF della carriera ad Amiens battendo in finale la francese Manon Arcangioli in due set.

## Statistiche

### Singolare

#### Titoli ITF (6)
| Torneo 100 000 $    |
| Torneo 75 000 $     |
| Torneo 50 000 $     |
| Torneo 25 000 $     |
| Torneo 10 000 $ (6) |

| Nr. | Data             | Torneo                   | Superficie      | Avversaria in finale | Punteggio     |
| 1.  | 9 settembre 2013 | Santa Margherita di Pula | Terra rossa     | Claudia Giovine      | 5–7, 6–2, 7–5 |
| 2.  | 9 marzo 2014     | Amiens                   | Terra rossa (i) | Manon Arcangioli     | 6-4, 6-3      |
| 3.  | 29 marzo 2015    | Le Havre                 | Terra rossa (i) | Cindy Burger         | 4-6, 6-4, 7-6 |

### Doppio

#### Titoli ITF (16)
| Torneo 100 000 $    |
| Torneo 75 000 $     |
| Torneo 50 000 $     |
| Torneo 25 000 $ (8) |
| Torneo 10 000 $ (8) |

| Nr. | Data              | Torneo                   | Superficie  | Compagna        | Avversarie in finale                 | Punteggio        |
| 1.  | 30 settembre 2013 | Santa Margherita di Pula | Terra rossa | Claudia Giovine | Carolin Daniels Laura Schäder        | 1–6, 6–3, [10–5] |
| 2.  | 8 dicembre 2013   | Duino-Aurisina           | Terra rossa | Claudia Giovine | Anastasia Grymalska Juliana Lizarazo | 7–6(4), 6–1      |